# El gran ilusionista
El gran ilusionista  es el tercer capítulo del ciclo de unitarios ficcionales del programa Historias de corazón, emitido por Telefe. Este episodio se estrenó el día 22 de enero de 2013.

## Trama
Marcos (Jorge Marrale) es un ilusionista prestigioso y experto en trampas, no sólo en el escenario también en la vida, más precisamente en cuestión de romance y conquista. Él está casado hace bastante tiempo con Elena (Mónica Galán), mujer a la que ama y con la que tiene una hija, pero aun así no puede evitar ser infiel y traicionarla. Siempre que realiza una presentación tiene un objetivo: seducir a una mujer del público para captar la atención del mismo durante el show, y posteriormente conquistar a esa mujer. 
En una presentación, Marcos conoce a Ana (Agustina Cherri) e intenta tener algo con ella. Pero cuando Marcos se relaja y cree que su relación con Ana pasó como tantas otras, descubre que fue engañado. Luego de varios encuentros y desencuentros, un inesperado suceso cambia la vida de todos para siempre.

## Elenco
- Jorge Marrale - Marcos
- Agustina Cherri - Ana
- Mónica Galán - Elena
- Pablo Alarcón - Sergio
- Horacio Peña - Luis
- Pablo Ini -
- Matías Scarvaci -
- Gaby Pastor -
- Manuela Díaz - Tina

## Ficha técnica
- Autor: Mario Borovich
- Coordinación autoral: Esther Feldman
- Producción ejecutiva: Susana Rudny
- Dirección: Omar Aiello